# Moschea el Djedid
La Moschea el Djedid, o Djamaa al-Djedid e Jamaa El Jedid, è un edificio di culto di Algeri.

## Descrizione
La moschea el Djedid è una delle più recenti. Fu costruita nel 1660 dal dey Mustafa Pascià in uno stile molto vicino a quello ottomano. Ha cupole che ricordano quelle di Istanbul. Tuttavia, il suo minareto, alto 27 metri, è in stile maghrebino con una componente originale: comprende un orologio, dal 1853, proveniente dall'antico palazzo della Djenina, demolito durante il periodo coloniale. Era destinata alla comunità turca della città, di rito hanafita, e la sua vicinanza al mare le è valso l'epiteto di "moschea dei pescatori". La leggenda narra che fu un prigioniero cristiano a redigerne i piani, il che spiegherebbe la sua forma a croce latina. L'interno è decorato con elementi in legno e il minbar è in marmo italiano.